# 岩崎允胤
岩崎 允胤（いわさき ちかつぐ、1921年（大正10年）1月7日 - 2009年（平成21年）8月9日）は、日本の哲学者。一橋大学名誉教授。日本平和委員会代表理事、唯物論研究協会委員長等を歴任。

## 人物・経歴
東京市本郷区生まれ。第一高等学校卒、1943年東京帝国大学法学部卒業。1949年東京大学文学部卒業。北海道大学文学部助教授、教授、1973年一橋大学社会学部教授、1980年唯物論研究協会委員長。1984年定年退官、名誉教授、大阪経済法科大学教授。日本平和委員会代表理事等を歴任した。
日本共産党の出隆（のちに共産党を除名）に師事して古代ギリシア哲学を専門としたが、左翼的立場にたち、梅原猛や河合隼雄を批判、また歴史に取材した戯曲や小説も書いた。
指導学生に島崎隆（一橋大学名誉教授）、平子友長（一橋大学名誉教授）、柴田寿子（元東京大学教授）、丸山不二夫（稚内北星学園大学初代学長）、赤井正二（立命館大学名誉教授）、照井日出喜（元北見工業大学教授）、竹内章郎（岐阜大学教授）、後藤道夫（都留文科大学名誉教授）、中西新太郎（横浜市立大学名誉教授）、寺田元一（名古屋市立大学名誉教授）、佐藤春吉（立命館大学教授）、前田庸介（首都大学東京名誉教授）、角田史幸（元秀明大学教授）、三浦展（マーケター）など。

## 著書
- 『現代の論理学』弘文堂・アテネ新書 1961
- 『現代社会科学方法論の批判 経済学と哲学の切点』未来社 1965
- 『中国の哲学とソヴェトの哲学』啓隆閣 1967
- 『弁証法と現代社会科学』未来社 1967
- 『「新左翼」と非合理主義』新日本出版社 1970
- 『日本マルクス主義哲学史序説』未来社 1971
- 『現代唯物論とその歴史的伝統』北海道大学図書刊行会 1973
- 『人間的自由と科学的精神』汐文社 1976
- 『科学の探究とヒューマニズム』汐文社 1978
- 『現代の論理学』梓出版社 1979
- 『科学的認識と弁証法』梓出版社 1980
- 『恒久平和と人間の尊厳 核の時代に生きて』白石書店 1982
- 『人類の知的遺産 10 ヘレニズムの思想家』講談社 1982 のち学術文庫
- 『学問・科学と青春 社会科学のすすめ』白石書店 1984
- 『人間と社会の弁証法 社会科学の認識論』梓出版社 1984
- 『核兵器と人間の倫理』新日本出版社 1986
- 『「新しい思考」と史的唯物論』白石書店 1989
- 『日本文化論と深層分析』新日本出版社 1989
- 『日本思想史序説』新日本出版社 1991
- 『現代の哲学と政治 激動の世界のなかで未来をめざして』白石書店 1992
- 『西洋古代哲学史』1－2 未来社 1994-1995
- 『要説西洋古代哲学史』大阪経済法科大学出版部 1994
- 『思索と詩想の庭』邑書林 1996
- 『日本近世思想史序説』新日本出版社 1997
- 『黄金の弩 芸文と思想の苑』邑書林 1998
- 『現代の文化・倫理・価値の理論』大阪経済法科大学出版部 1998
- 『翡翠の翳光 史劇 菟野皇女の生涯』本の泉社 1999
- 『橄欖の梢』本の泉社 2001（自伝的小説集）
- 『哲学と現代 二十一世紀の哲学思想の展開のために』大阪経済法科大学出版部 2002
- 『日本近代思想史序説 明治期前篇』新日本出版社 2002
- 『日本近代思想史序説 明治期後篇』新日本出版社 2004
- 『天平の桑門 僧行基の生涯』本の泉社 2005

### 共著編
- 『現代自然科学と唯物弁証法』宮原将平共著 大月書店 1972
- 『科学的認識の理論』宮原将平共著 大月書店 1976
- 『価値と人間的自由 実践的唯物論の方法と視角・下』編 汐文社 1979
- 『ヘーゲルの思想と現代』編 汐文社 1982
- 『現代科学対話 科学の方法と科学者の役割』宮原将平共著 北海道大学図書刊行会 1984
- 『現代の倫理 平和と民主主義のために』編著 白石書店 1985
- 『西洋哲学史概説』鰺坂真共編 有斐閣大学双書 1986
- 『核廃絶への輪づくりへ 人間の理性と良心に訴える』編著 白石書店 1987
- 『21世紀への跳躍 日本科学者会議創立20周年記念 2 文化の現在』編 三省堂 1988
- 『弁証法と現代』ジークフリード・ベーニッシュ、フランク・フィードラー共編 法律文化社 1989
- 『現代哲学概論』鰺坂真共編著 青木書店 1990
- 『宗教の今と未来』佐木秋夫共編 世界聖典刊行協会 1990
- 『哲学的価値論 日本・中国・旧ソ連での論究』編著 大阪経済法科大学出版部 1999

### 翻訳
- 『エピクロス 教説と手紙』ベイリー編 出隆共訳 岩波文庫 1959
- ニコラウス・クザーヌス『知ある無知』大出哲共訳 創文社 1966
- K.マルクス大学哲学研究集団『科学論 その哲学的諸問題』法政大学出版局・りぶらりあ選書 1970
- F.フィードラー『自然科学と社会科学の統一』大月書店 1973
- ペ・ヴェ・コプニン『認識論』法政大学出版局・りぶらりあ選書 1973
- ア．ゲ．ムィスリフチェンコ『マルクス主義の人間概念』大月書店 1977
- ヴェ・ペ・トゥガリノフ『価値とはなにか マルクス主義の哲学的価値論』大月書店 1979